# Blue Sea
Blue Sea är en kommun i provinsen Québec i Kanada. Den ligger i regionen Outaouais, i den sydöstra delen av landet, 90 km norr om huvudstaden Ottawa.